# Ugovor o skladištenju
Ugovor o skladištenju jeste takav ugovor o obavljanju privrednih usluga u kome se jedna strana, skladištar, obavezuje da primi na čuvanje određenu robu I da preuzme potrebne ili ugovorene mere radi njenog očuvanja u određenom stanju I da je preda na zahtev druge ugovorne strane, ostavodavca ili drugog ovlašćenog lica, odnosno imaoca skladišnice, a ostavodavac se obavezuje da mu za to plati određenu naknadu odnosno proviziju.

## Karakteristike
Po svojim karakteristikama ovaj ugovor spada među imenovane, dvostrano obavezujuće, teretneteretne, ugovore sa trajnim prestacijama, neformalne, formularne ugovore i , po pravilu, ugovore intuitu personae. Prema odredbama Zakona o obligacionim odnosima  ovaj ugovor se zaključuje saglasnošću volja ugovornih strana o njegovim bitnim elementima, a to je roba koja je predmet čuvanja. Sama predaja robe jeste akt izvršenja ugovora. Po tehnici zaključivanja, ovaj ugovor spada među formularne ugovore, jer se zaključuje pristupanjem ostavodavca opštim uslovima poslovanja skladištara. Može se zaključiti I konkludentnim radnjama, ali nikako ćutanjem skladištara.

## Značaj
Ugovor o uskladištenju ima višestruki pravni značaj. Ovom delatnošću se omogućava specijalizacija privrednih usluga, ostvaruju se značajni ekonomski efekti, jer se čuvanje robe poverava kvalifikovanom subjektu, umesto da svaki privredni subjekt za sebe obavlja delatnost čuvanja sopstvene robe. Takođe, ovlašćenjem određenih skladišta da izdaju skladišnice, koje mogu da cirkulišu nezavisno od robe, omogućuje se simbolička cirkulacija robe, čime se olakšava promet robe.

## Vrste skladišta
- Javna skladišta - organizacije koje su dužne da prime na čuvanje robu od svakog ostavodavca ukoliko raspolažu odgovarajućim slobodnim prostorom. Postoje javna skladišta opšteg tipa koja su dužna da prime na čuvanje svaku robu, javna skladišta specijalizovanog tipa koja su dužna da na čuvanje prime samo onu robu za čije su čuvanje registrovana i za čije čuvanje raspolažu odgovarajućim uređajima i opremom. Ova skladišta mogu izdavati skladišnicu kao hartiju od vrednosti sa tradicionalnim svojstvom i robni zapis za poljoprivredne proizvode.
- Carinska skladišta - koriste se u međunarodnom prometu robe koja se uvozi ili izvozi, pre obavljanja potrebnih carinskih formalnosti. Carina se na ovako uskladištenu robu plaća prilikom napuštanja skladišta. Postoje u mestima u kojima postoje carinarnice i roba koja s nalazi u njima je pod stalnim carinskim nadzorom. I ova skladišta su ovlašćena da izdaju skladišnice.
- Smestišta - vrste skladišta koje osnivaju spoljnotrgovinske organizacije radi skladištenja robe koje one uvoze ili izvoze, pre nego što se izvrši njeno carinjenje. Roba je pod stalnim carinskim nadzorom, a carina se plaća prilikom definitivnog izvoza ili uvoza. Nisu ovlašćeni da izdaju skladišnice.
- Konsignaciona skladišta - osnivaju ih zastupnici inostranih kompanija radi uskladištenja uvezene robe do njene prodaje domaćem kupcu. Carina se plaća prilikom prodaje. Roba se nalazi pod carinskim nadzorom. Ova skladišta nisu ovlašćena da izdaju skladišnice.
- Pijace na veliko - skladišta koja se osnivaju radi boljeg snabdevanja trgovine na malo. Ova skladišta takođe nisu ovlašćena da izdaju skladišnice.

## Obaveze skladištara (prava ostavodavca)
Prvo, obaveza prijema robe. Javna skladišta imaju obavezu na osnovu samog zakona, ukoliko su ispunjeni propisani uslovi, da prime, zavisno od svoje vrste, odgovarajuću robu svakog ostavodavca. Ostala skladišta ovu obavezu mogu imati samo na osnovu ugovora.
Zatim, obaveza čuvanja robe. To je osnovna obaveza skladištara, pa je u tom cilju on obavezan da preduzima sve potrebne i ugovorene mere.
Treće, obaveza vođenja skladišne knjige. Skladišna knjiga predstavlja registar zaključenih ugovora o uskladištenju hronološkim redom. Takođe, skladištar ima obavezu da vodi i matičnu knjigu skladišnica u kojoj se nalaze kopije svih izdatih skladišnica.
Četvrto, obaveza izdavanja skladišnice. Skladišta koje imaju ovlašćenje da ih izdaju, dužna su da izdaju skladišnicu na zahtev ostavodavca. Ukoliko ostavodavac ne podnese ovakav zahtev, ovakva skladišta, kao i ona koja ne poseduju ovlašćenje da ih izdaju, ostavodavcu samo izdaju potvrdu o prijemu robe na čuvanje.
Peto, obaveza omogućavanja pregleda robe. Skladištar je dužan da omogući ovlašćenom licu pregled robe i uzimanje uzoraka.
Zatim, tu je i obaveza staranja o interesima ostavodavca. Tako kad prima robu na čuvanje od strane trećeg lica ( špediter,prevozilac) za račun ostavodavca, skladištar je dužan da obezbedi prava ostavodavca prema tom trećem odgovornom licu (prigovor, sastavljanje zapisnika).
Sedmo, obaveza izvršenja naloga ostvodavca. ZOO ne predviđa ovu obavezu, ali može biti ugovorena. Nalozi se mogu odnositi na vršenje nekih faktičkih ili pravnih radnji.
Na kraju, tu je obaveza predaje uskladištene robe ovlašćenom licu. Skladištar je dužan da u svako doba ostavodavcu ili zakonitom imaocu skladišnice preda robu.

## Prava skladištara (obaveze ostavodavca)
Pravo obaveštavanja o svojstvima robe. Ostavodavac je, prilikom predaje robe na čuvanje, dužan da obavesti skladištara o svim svojstvima robe, posebno o onim koja su bitna za čuvanje. Ukoliko je ostavodavac propustio da izvrši ovu obavezu, skladištar se može osloboditi odgovornosti, ako je gubitak ili oštećenje robe u uzročnoj vezi sa tim propuštanjem.
Drugo, pravo na naknadu, odnosno proviziju. Skladištar ima pravo na proviziju koja je ugovorena tj. određena tarifom ili koja je uobičajena. Plaća se po pravilu po izdavanju robe, ali može se ugovoriti i sukcesivno plaćanje.
Treće, pravo na naknadu troškova. Skladištar ima pravo na naknadu troškova za očuvanje robe (troškovi osiguranje, carine...).
Zatim, pravo zakonske zaloge. Radi obezbeđenja svojih potraživanja iz ugovora o uskladištenju, skladištar ima zakonsko pravo zaloge na robi koja je predmet ugovora.
Takođe, skladištar ima i pravo na prodaju robe u određenim slučajevima: kada prodaju zahteva imalac varanta, kada je istekao rok čuvanja robe, a roba nije podignuta ni u naknadnom roku, kada iskoristi svoje zakonsko pravo zaloge.

## Odgovornost skladištara
Skladištar odgovara za oštećenje ili gubitak robe, osim ako dokaže da je šteta nastala usled okolnosti koje se nisu mogle izbeći ili otkloniti ili je prouzrokovana krivicom ostavodavca, manama ili prirodnim svojstvima robe ili neispravnom ambalažom.
Zakon o obligacionim odnosima prihvata princip ograničene odgovornosti skladištara. On Odgovara samo do visine stvarne štete( vrednosti robe). Kao stvarna vrednost robe uzima se ona vrednost koju je ostavodavac prijavio skladištaru prilikom predaje robe.Izuzetno, skladištar odgovara za celokupnu štetu (stvarna šteta i izmakla dobit), ako je štetu prouzrokovao krajnjom nepažnjom ili namerno, a to dokazuje ostavodavac ili drugo ovlašćeno lice.
Da bi postojala odgovornost skladištara neophodno je da primalac robe prilikom prijema stavi prigovor skladištaru na vidljive mane. Ako se radi o nevidljivim, primalac je dužan da na pouzdan način obavesti skladištara u roku od 7 dana od preuzimanja robe, inače će se smatrati da je roba uredno primljena. Rokovi nisu prekluzivni, njima se samo prebacuje teret dokazivanja na primaoca robe.

## Literatura
- ,,Trgovinsko pravo", Mirko Vasiljević, 2011., Pravni fakultet Univerziteta u Beogradu, dvanaesto dopunjeno izdanje
- Zakon o obligacionim odnosima ("Sl. list SFRJ", br. 29/78, 39/85, 45/89 - odluka USJ i 57/89, "Sl. list SRJ", br. 31/93 i "Sl. list SCG", br. 1/2003 - Ustavna povelja)